# Гілпін Тауншип (округ Армстронг, Пенсільванія)
Гілпін Тауншип (англ. Gilpin Township) — селище (англ. township) в США, в окрузі Армстронг штату Пенсільванія. Населення — 2411 особа (2020).

## Демографія
Згідно з переписом 2010 року, у селищі мешкало 2496 осіб у 1046 домогосподарствах у складі 744 родин. Було 1158 помешкань
Расовий склад населення:
| - 97,4 % — білих - 0,9 % — чорних або афроамериканців - 0,8 % — азіатів - 0,1 % — корінних американців |

До двох чи більше рас належало 0,8 %. Частка іспаномовних становила 0,4 % від усіх жителів.
За віковим діапазоном населення розподілялося таким чином: 17,9 % — особи молодші 18 років, 60,9 % — особи у віці 18—64 років, 21,2 % — особи у віці 65 років та старші. Медіана віку мешканця становила 48,5 року. На 100 осіб жіночої статі у селищі припадало 98,7 чоловіків;  на 100 жінок у віці від 18 років та старших — 96,9 чоловіків також старших 18 років.
Середній дохід на одне домашнє господарство  становив 62 194 долари США (медіана — 49 612), а середній дохід на одну сім'ю — 72 111 долар (медіана — 60 000). За межею бідності перебувало 7,9 % осіб, у тому числі 9,0 % дітей у віці до 18 років та 9,0 % осіб у віці 65 років та старших.
Цивільне працевлаштоване населення становило 1117 осіб. Основні галузі зайнятості: освіта, охорона здоров'я та соціальна допомога — 27,8 %, виробництво — 24,2 %, роздрібна торгівля — 10,5 %, будівництво — 8,3 %.